# Chiesa di Santa Giusta
La Chiesa di Santa Giusta è un edificio religioso dell'Aquila.
Come la quasi totalità delle chiese aquilane deve la sua realizzazione agli abitanti di uno dei castelli vicini, in questo caso Bazzano, che contribuirono così alla fondazione della città nel XIII secolo. Per la sua importanza è stata elevata a chiesa capoquarto del rione storico in cui è situata e nel 1902 è stata dichiarata monumento nazionale.
È rimasta gravemente danneggiata dal forte terremoto del 2009 ed è attualmente inagibile.

## Storia
La chiesa è una delle più antiche della città e la sua fondazione è attestata già nel 1254, all'epoca della prima fondazione dell'Aquila, quando l'edificio fu realizzato quale chiesa di uno dei castelli fondanti la nuova città, quello di Bazzano. In questo senso la chiesa è da ritenersi addirittura antecedente alla cattedrale e fu edificata sul sito di una precedente chiesa probabilmente dedicata a san Giorgio ed edificata negli anni trenta del XIII secolo dai castellani di Goriano Valli, da cui derivererebbe il nome del rione storico in cui è situata, e poi restaurata dagli abitanti provenienti da Bazzano. Ciò è testimoniato dalla parete muraria parallela alla via del Grifo certamente preesistente al resto dell'edificio. Quel che è certo è che nel 1272 la chiesa venne elevata a capoquarto nell'ambito della nuova suddivisione promossa dall'allora Capitano di Città Lucchesino da Firenze, ponendosi, da lì in avanti, come uno dei principali poli di riferimento della città.

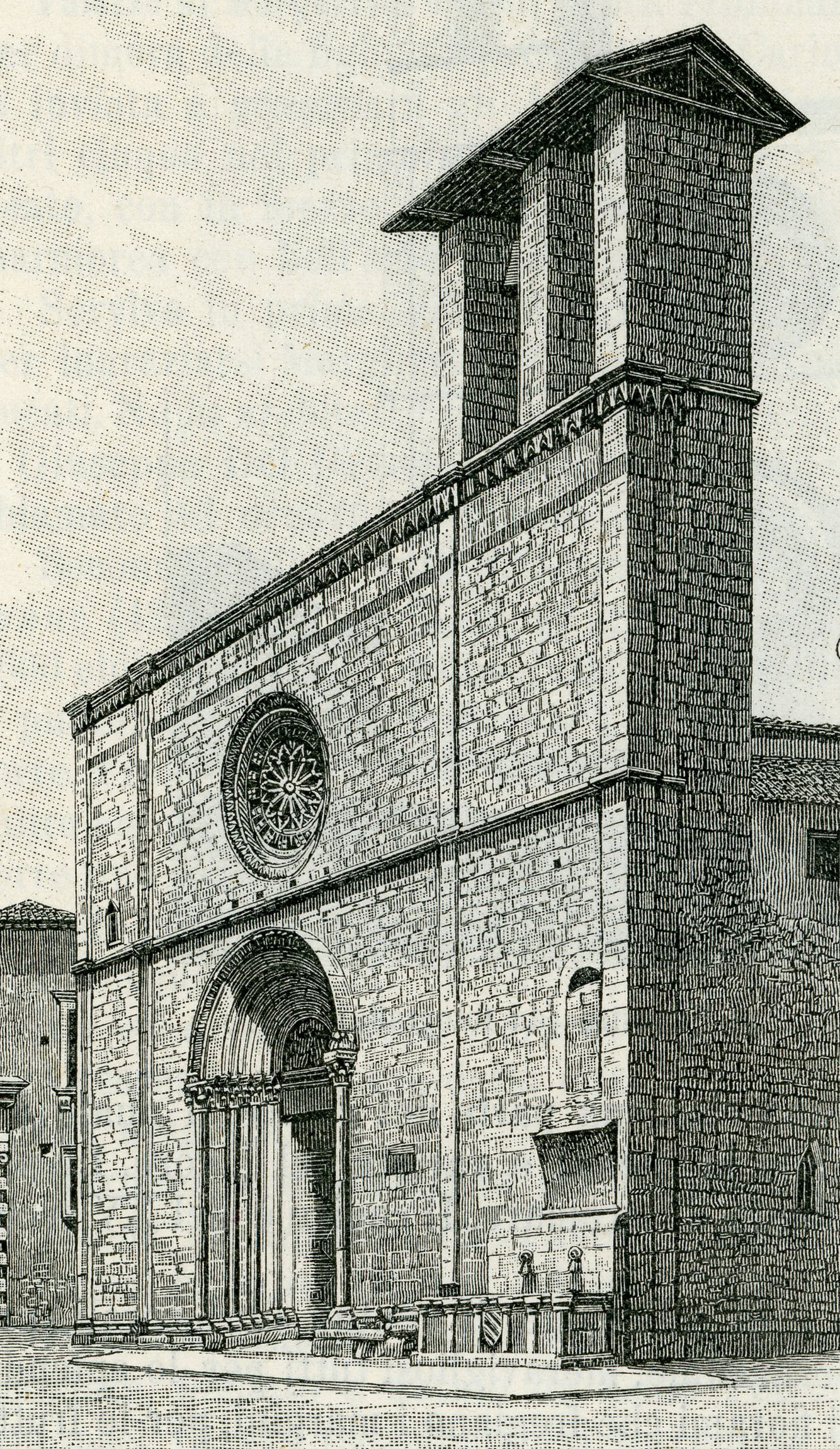
La chiesa in un'incisione di fine Ottocento.

L'impianto originario, a tre navate separate da due file di sei archi, che immettono al transetto sporgente e sopraelevato, è tipica delle costruzioni due-trecentesche aquilane, ed è ancora leggibile perché la pianta e la struttura generale della chiesa non è stata alterata nel corso dei secoli da pesanti lavori di ristrutturazione, al contrario della gran parte degli altri edifici cittadini. Le distruzioni causate dal terremoto del 1315 furono limitate soprattutto alla parte terminale delle absidi e del presbiterio cosicché, agli anni immediatamente successivi, si può ricondurre la ricostruzione delle absidi laterali, trasformate da rettangolari a poligonali, la realizzazione dell'abside, dell'altare maggiore e del transetto, questi ultimi finanziati da un mecenate, Paolo di Bazzano. Le nuove realizzazioni furono costruite con irregolarità e con un disassamento rispetto alle navate preesistente che non ha ancora trovato una spiegazione certa.
La chiesa venne però nuovamente colpita dal terremoto del 1349 che questa volta danneggiò la facciata forse ancora in costruzione o appena completata, patrocinata da un altro mecenate, Bonomo di Nicola di Coppito. I lavori andarono a rilento, tanto che nel 1367 il capitolo era ancora alla ricerca di fondi ed infatti la facciata, di aspetto ancora quasi romanico, e la torre campanaria, iniziata nel 1347, vennero definitivamente portati a compimento agli inizi del Quattrocento.
Nel XV secolo vennero condotti lavori riguardanti soprattutto gli apparati decorativi e le cappelle interne ed a questo periodo si fa risalire anche la realizzazione del coro in legno posto nell'abside. Il terremoto del 1461 danneggiò nuovamente l'edificio che tuttavia rimase «solidamente in piedi nelle sue mura esterne», causando il crollo della navata destra e gravi lesioni alle calotte delle absidi. Nel 1466 la tribuna venne ricostruita e nel 1477 venne realizzato il fonte battesimale. Nello stesso periodo la navata centrale fu leggermente abbassata e la volta a crociera precedente non fu più ricostruita.
La chiesa subì successivamente una progressiva perdita d'importanza fino a risultare, alla fine del Cinquecento, in stato di degrado. In questo periodo le navate laterali cominciarono ad essere trasformate in cappelle, realizzate anche nel primo Seicento. Nella prima metà del XVII secolo, sotto l'operato del procuratore Scipione Gentile, si diede avvio ad una cospicua opera di recupero e restauro dell'edificio che portò anche alla realizzazione del soffitto a cassettoni (1617) oltre che della cappella Alferi e della cappella Mariani ed il rifacimento della cappella Agnifili, risultando l'intervento capofila del barocco aquilano e uno dei primi esempi di recezione del nuovo stile in Italia.
Il terremoto del 1703 provocò importanti lesioni ma non distrusse l'impianto dell'edificio che venne restaurato a partire dal 1730 con il rifacimento della copertura sul transetto, il reinnesto di una navata laterale e l'occultamento del rosone in facciata, sostituito da quattro finestre quadrangolari poste lateralmente.. Nel 1872 l'edificio fu requisito per adibirlo a caserma, ma in realtà fu utilizzato come tale solo dal 1915 al 1919.
Nel 2009, colpita nuovamente dal terremoto, la chiesa ha fatto registrare crolli nella parte presbiteriale e lesioni gravi sulle pareti dell'abside e delle navate laterali e non è attualmente agibile; le operazioni di restauro del monumento hanno un costo totale stimato di 5.800.000 euro ed un tempo di lavoro di 4 anni. Durante i lavori di messa in sicurezza sono stati rinvenuti importanti affreschi ed i resti del rosone della facciata originaria.

## Descrizione

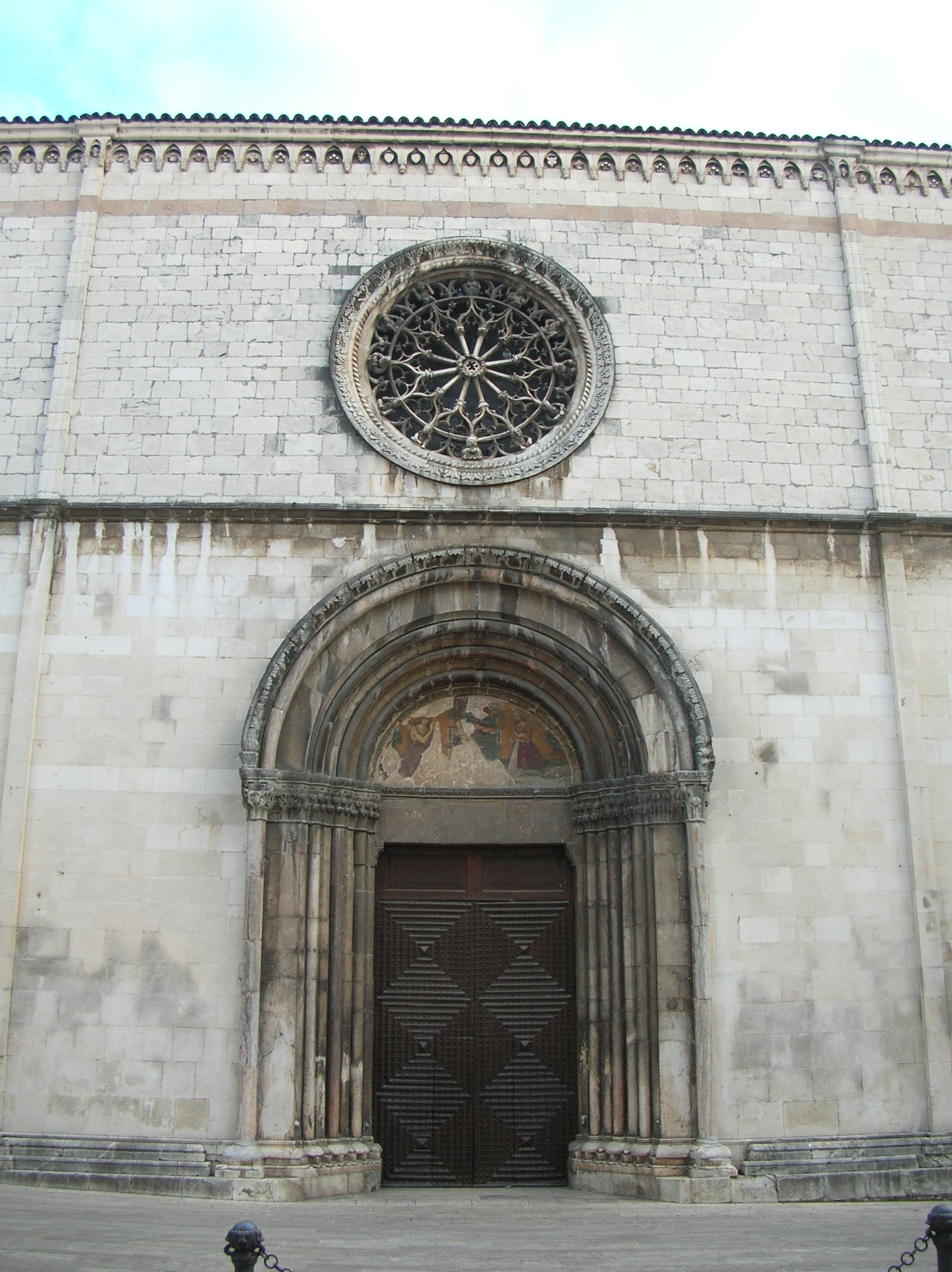
Facciata della chiesa di Santa Giusta.

La chiesa è situata in pieno centro storico, nel cuore del quarto di San Giorgio, a poca distanza dalla Piazza del Duomo ed a capo dell'omonima piazza. Situata in uno dei punti più importanti e trafficati dell'Aquila tra il XIII ed il XV secolo, è stata nel tempo circondata da numerose emergenze architettoniche come il Palazzo Dragonetti, il Palazzo Alfieri e, infine, il Palazzo Centi, massima espressione del barocco cittadino.

### Facciata
La facciata, eretta dopo il terremoto del 1349, presenta elementi architettonici e decorativi tipici dell'architettura religiosa aquilana e più volte ripetuti: al di sotto della tipica terminazione rettilinea orizzontale, ornata da una sequenza di archetti romanico-gotici, il fronte è rivestito in pietra bianca spartita in blocchi regolarmente squadrati e allineati, e si presenta contenuto tra lesene laterali, diviso orizzontalmente da una cornice marcapiano, e tripartito verticalmente da altre lesene che si prolungano oltre la cornice marcapiano, dividendo la facciata in sei riquadri che accolgono anche il portale e il rosone, il che ne fa un unicum nel contesto aquilano ma anche uno dei risultati più alti prima della facciata di Collemaggio. Il rosone, tra i più grandi e belli dell'Aquila, presenta tra i fitti raffinati trafori anche dodici figure umane in forma di telamoni a tutto rilievo, ciascuna delle quali mantiene una posizione differente delle mani cui è stato attribuito un preciso significato mitologico. Questa particolarità, isolata anch'essa nel contesto cittadino, era però già presente in alcuni rosoni duecenteschi umbri ma anche in alcuni pugliesi tardo-duecenteschi. Un secondo rosone è visibile nella parete laterale.
Il portale, iniziato nel 1347 ma terminato insieme al rosone solo nel 1403, termina in un arco affatto gotico, ma a tutto sesto come in altre chiese aquilane trecentesche. Soluzioni più modernamente gotiche si riscontrano invece nella decorazione floreale dei capitelli, in quella delle mensole che sorreggono l’architrave e nel raggruppamento a fasce delle colonnine. Nella lunetta è un affresco di Giovanni Antonio da Lucoli raffigurante la Madonna con bambino ed i Santi Giovanni Battista e Giusta.
La banda verticale di destra si presenta abbellita, alla base, da un fontanile coevo alla facciata stessa; la fonte è costituita da una vasca rettangolare in pietra, inquadrata tra otto colonnine ed impreziosita dallo stemma del castello di Bazzano, sormontata da un parapetto con due fontanelle circolari dalle quali sgorga l'acqua.

### Fianchi
Il lato sinistro della chiesa, su via del Grifo, è senz'altro il più antico di tutto l'edificio, forse risalente al primo Duecento, come il portale murato con arco ogivale ancora visibile. Sul lato destro, vicino al transetto, è un altro portale più tardo di quello in facciata, da riferirsi alla metà del XIV secolo o al periodo seguente il terremoto del 1349.

### Interno
L'interno, modificato nel Seicento, è oggi parzialmente leggibile nella sua originale conformazione due-trecentesca a tre navate separate da due file di sei arcate non ogivali secondo le forme gotiche in uso a quel tempo ma a tutto sesto per ragioni statiche, che erano rette da colonne a base ottagonale, simili a quelle della basilica di Santa Maria di Collemaggio oggi incorporate nei pilastri secenteschi. Le navate si aprivano, attraverso tre arcate poggianti su due pilastri a fascio di cui rimane visibile solo la centrale, in un transetto sporgente e in fondo in tre absidi in corrispondenza delle navate. Per ragioni ancora ignote le nuove absidi centrale e sinistra non furono costruite in asse con le navate corrispondenti ed il transetto fu realizzato in modo da essere più sporgente sul lato destro.
La chiesa è interamente coperta da un soffitto ligneo realizzato nel 1610 con il finanziamento di Annibale e Antonio Alferi, i cui nomi figurano incisi al centro del soffitto del transetto. La navata centrale è aperta in cinque cappelle per lato, esito della trasformazione delle navate laterali avvenuta tra Cinquecento e Seicento, ciascuna delle quali con un altare: la prima cappella a destra presenta il Martirio di Santo Stefano, tela attribuita al Cavalier d'Arpino (fonti antiche tramandano che la tela era firmata dal pittore e datata 1615), mentre la quarta sullo stesso lato contiene il Mausoleo Alferi. 
L'altare maggiore fu realizzato nel 1740 ed è composto da un arco trionfale che contiene al centro un tabernacolo e presenta ornamenti lignei raffiguranti il Redentore, la Annunciazione e le Sante Giusta e Orsola; sotto di esso sono le reliquie di Santa Giusta e parte di quelle di San Giustino, ivi trasportate da Bazzano nel 1626. Nell'abside si trova il coro ligneo, il più antico che si conserva in Abruzzo, databile al primo quarto del XV secolo, suddiviso in quindici scranni con schienale decorati con motivi intarsiati geometrici e con il profilo superiore ogivale decorato da archetti. Superiormente è una cornice aggettante a sua volta sostenuta da quindici mensole a traforo nelle quali sono intagliati busti di uomini, figure di animali ed elementi decorativi. Peculiarità del coro sono le quattro figure di profilo scolpite a rilievo, raffiguranti tre dei quattro patroni dell'Aquila, San Celestino, San Giorgio e il drago, San Massimo d'Aveia, e Santa Giusta.
Nella parete di fondo del transetto destro è visibile un affresco con l'Annunciazione, forse del primo Quattrocento, mentre sui pilastri dell'arco trionfale sono altri affreschi: su quello di destra è una Resurrezione e una Incoronazione della Vergine, in buono stato di conservazione con altri frammenti con teste maschili e femminili, e sull'altro a sinistra è invece una Sant'Elena, tutte opere di maestranze di cultura tardo gotica ed operanti entro il primo trentennio del Quattrocento.
Nella testata del transetto sinistro sono visibili altri affreschi: al centro un finto trittico con San Giorgio e la Principessa nel pannello centrale e, ai lati, Sant’Antonio Abate con un uomo inginocchiato, probabilmente il committente a destra e San Cristoforo con il Bambino sulla spalla a sinistra. L'affresco, ancora intriso di raffinatezze ed astrazioni tardo gotiche, interessante anche per la veduta de L'Aquila e di Porta Bazzano nello sfondo, è ascrivibile ad un pittore non identificato e databile alla metà del XIV secolo. In un altro affresco non in ottimo stato di conservazione, adiacente il trittico, è raffigurato lo stesso presunto committente, raffigurato a mezzo busto e vestito con la stessa veste a fasce bianche e rosse e con accanto a sé un elmo e uno scudo che lo identificano come cavaliere. In basso a sinistra è un altro affresco in una nicchia con un Compianto sul Cristo deposto, già datato alla metà del Cinquecento ed attribuito a Pompeo Cesura, ma più probabilmente dell'inizio del secolo e vicino all'opera di Saturnino Gatti. A destra dell'ingresso è un altro affresco con la Madonna col Bambino e Sant'Antonio, anch'esso di cultura tardogotica, in cattivo stato di conservazione.
A sinistra, la quinta cappella custodisce la Natività di Gesù attribuita a Giulio Cesare Bedeschini, mentre la quarta presenta un affresco raffigurante la Madonna col Bambino (XVII secolo). Nel transetto sono visibili, a sinistra, resti di affreschi quattro-cinquecenteschi e a destra il Mausoleo de Torres, dal nome della famiglia spagnola imparentata con quella aquilana dei Dragonetti, con il Martirio di San Giacomo (XVII secolo).